# Инглиш, Кэриди
Кари́на Ди́нн «Кэри́ди» И́нглиш (англ. Carina Deann "CariDee" English; род. 22 мая 1984, Фарго, Северная Дакота, США) — американская топ-модель, телезвезда и актриса. Победительница седьмого сезона американского реалити-шоу «Топ-модель по-американски», которое транслировалось на канале CW с 20 сентября по 6 декабря 2006 года.

## Биография
Карина Динн Инглиш родилась 22 мая 1985 года в Фарго (Северная Дакота) в семье Анастасии Клэр и Роберта Эдварда Инглишей, происходящих из Скандинавии.
До появления на шоу «Топ-модель по-американски» работала в качестве фотографа и актрисы.

## Фильмография
| Год  |     | Русское название   | Оригинальное название | Роль    |
| ---- | --- | ------------------ | --------------------- | ------- |
| 2006 | с   | Холм одного дерева | One Tree Hill         | Тиа     |
| 2007 | с   | Сплетница          | Gossip Girl           | Карисса |
| 2013 | кор |                    | Breaking Up and Away  | Клэр    |